# 293
293 (CCXCIII) je bilo navadno leto, ki se je po julijanskem koledarju začelo na nedeljo.

## Dogodki
- 1. januar

## Smrti
- Bahram II., kralj Sasanidskega cesarstva (* ni znano)
- Bahram III., kralj Sasanidskega cesarstva (* ni znano)